# Falkensteinsee
Der Falkensteinsee ist ein See in der Gemeinde Ganderkesee in Niedersachsen. Der gut 2,3 Hektar große See liegt in Steinkimmen in der Gemeinde Ganderkesee. Er wird mit seinen teilweise flach abfallenden Uferbereichen als Badesee genutzt. Am Westufer befindet sich ein Sandstrand.
Im Westen des Sees befindet sich eine Ferienhaussiedlung, im Süden und Osten ein Campingplatz mit Bistro. Das Gelände ist insgesamt rund 240.000 m² groß.